# Christophe Sarrio
Christophe Sarrio, né le 19 septembre 1984, est un joueur de pétanque français.

## Biographie
Il est droitier et se positionne en tireur, voire milieu.

## Clubs
- ?-? : Amicale Cuire-le-Bas (Rhône)
- ?-? : Sathonay-Camp (Rhône)
- ?-? : Vernaison (Rhône)
- ?-? : Brosses Pétanque (Rhône)
- ?-? : Saint-Genis-Laval (Rhône)
- ?- : Bron Terraillon (Rhône)

## Palmarès[1]

### Séniors

#### Championnats du Monde

##### Champion du Monde
- Doublette 2023 (avec Dylan Rocher) :  Equipe de France

#### Coupe des Confédérations
Vainqueur
- Triplette 2017 (avec Stéphane Robineau, Damien Hureau et Kévin Malbec) :  Equipe de France

#### Championnats d'Europe
Troisième
- Triplette 2009 (avec Philippe Quintais, Stéphane Robineau et Michel Loy) :  Equipe de France

#### Championnats de France
Finaliste
- Triplette 2008 (avec Zhaïr Bouamar et Guy Vinson)[2]
- Tête à tête 2008[3]
- Doublette 2011 (avec Romain Fournie)[4]
- Doublette 2016 (avec Fabrice Uytterhoeven)[5]

#### Masters de pétanque
Vainqueur
- 2019 (avec Ludovic Montoro, Stéphane Robineau et Mickaël Bonetto) : Equipe de France

Finaliste
- 2011 (avec Stéphane Robineau, Mathieu Gasparini et Romain Fournie) : Equipe Robineau
- 2014 (avec Romain Fournie, Sébastien Rousseau et Jérémy Darodes) : Equipe Sarrio
- 2021 (avec Bruno Le Boursicaud, Kévin Malbec et Ludovic Montoro) : Equipe Montoro (Wild card)[6]

#### Millau

##### Mondial à pétanque de Millau (2003-2015)
Vainqueur
- Doublette 2008 (avec David Le Dantec)

Finaliste
- Tête à tête 2011